# 二曲輪猪助
二曲輪 猪助（にぐるわ いすけ）は、享保11年（1726年）に成立した駒谷散人『関八州古戦録』に登場する、忍びの骨張（こっちょう）。天文14年（1545年）から翌年にかけての河越合戦のとき、扇谷上杉軍の陣中に潜入して敵情を報告していたとされる。風間小太郎の指南を受けて後北条氏に仕えた、『北条五代記』の風魔の師匠筋にあたる伝説の忍者である。

## 伝説
『関八州古戦録』巻1「上杉憲政武州河越城責之事」によると、天文14年（1545）の河越の陣中、北条氏康の命を受けて、小田原から、風間小太郎の指南を得た二曲輪猪助という「忍びの骨張（こっちょう）」が柏原（埼玉県狭山市）の扇谷上杉の陣中に潜入し、敵軍の配置の詳細を報告していた。しばらく経ってから露見し、扇谷の追手の太田犬之助という「歩行立の達者」に追いかけられたが、小田原まで逃げ帰ることができた。この日、誰かが扇谷の陣の前に
```
駆出され 逃ぐるは（二曲輪）猪助 卑怯もの よくも太田（逢うた）が 犬（去ぬ）之助かな
```

という落首を書いた。

## 評価
『川越市史』は、河越夜戦については、後世の人に疑問を抱かせるような物語的逸話が多すぎる、とし、例として河越城の城将・北条綱成の弟・福島弁千代が籠城中の城内に決戦の予定を伝えて鼓舞した、という逸話と、上記の『関八州古戦録』の二曲輪猪助の逸話を挙げている。

## 原話
とはいえ、『関八州古戦録』は、『関侍伝記』（七巻本『北条記』）をベースに、関東の様々な記録から『北条記』にない逸話を補完して集大成した軍記物であり、河越夜軍のとき、北条氏康が謀計によって敵方が油断しているか偵察するため敵陣に忍を潜入させた、との逸話は、参照元の『北条記』にもみえる。
氏康、敵を謀（はかり）すまし、天文13年（1544年）4月20日、上杉を夜討にすべしとて、まず笠原越前守を以て敵陣へ忍（しのび）を付て伺ひけるに、「上杉勢は小田原勢の懸るべしとは思いもかけず、『氏康は定て明日か明後日は逃て行くべし。河越を責（せめ）落して後に小田原をも取べし』など云もあり、又氏康へ内通して音信に及ぶもありて、中々合戦を胸に持たる兵は少なし」とぞ申ける。「時分はよきぞ。懸れ」とて皆一同に打立ける。—『北条記』巻3 河越夜戦之事
また『鎌倉管領九代記』の「風間小太郎」の名前を挙げて後北条氏と結び付け、『北条五代記』の風魔の存在を仄めかしていることから、『鎌倉管領九代記』と『北条五代記』も参照していることがわかる。